# Centaurea panormitana
Centaurea panormitana — вид квіткових рослин родини айстрових (Asteraceae). Ендемік Сицилії.